# Werfkelder

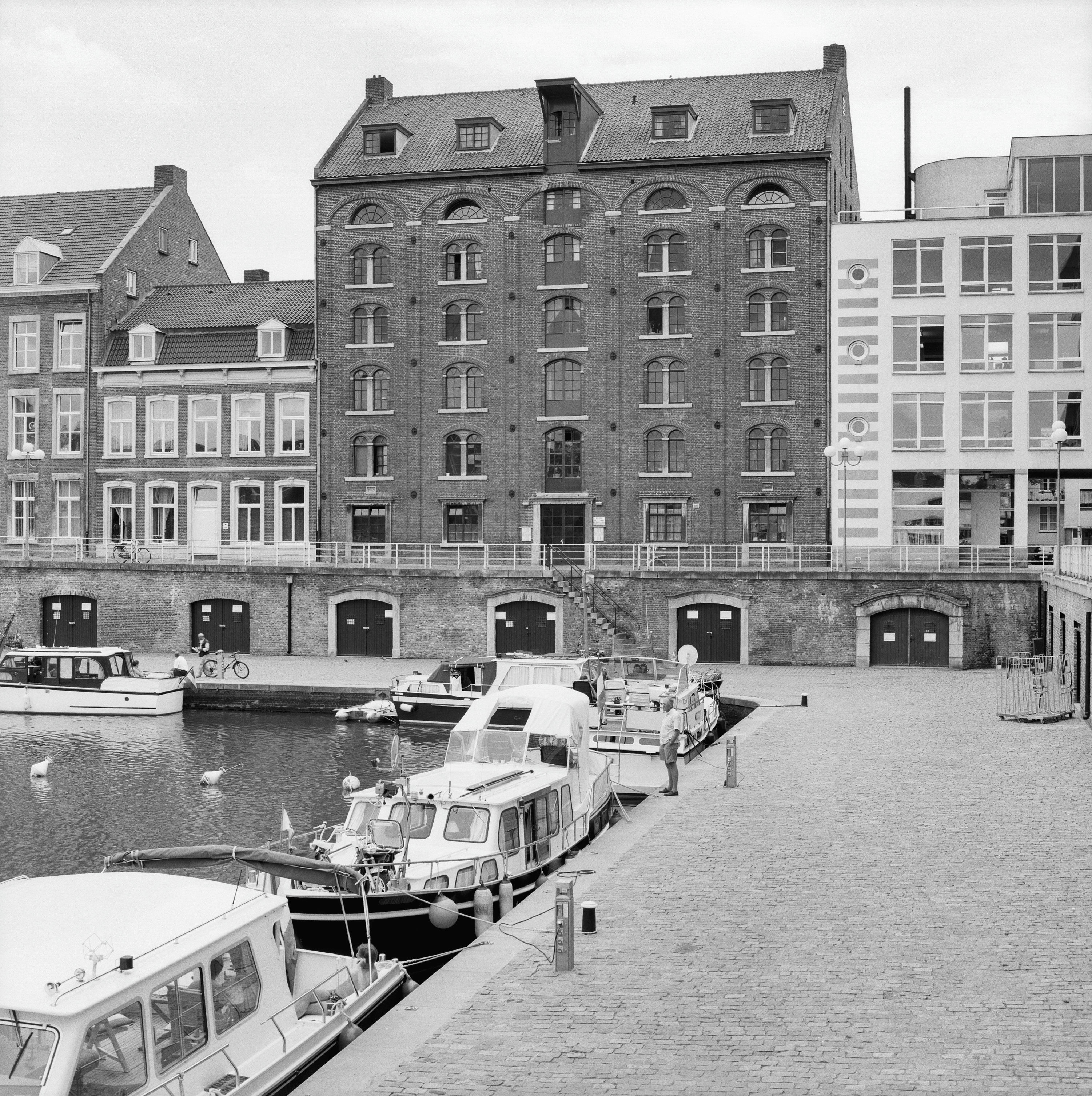
Werfkelders in Maastricht

Een werfkelder is een opslagplaats grenzend aan een werf gelegen aan een rivier, gracht of haven.
Schepen konden aan de werf hun goederen lossen, die vervolgens in de onmiddellijke nabijheid in de werfkelders konden worden opgeslagen. Werfkelders bevinden zich meestal onder het straatniveau, in elk geval dicht bij het niveau van het water.
Werfkelders zijn in Nederland onder andere te vinden in Utrecht, Leeuwarden, Leiden en Maastricht. In deze steden zijn de werfkelders tegenwoordig deels in gebruik als horecagelegenheden. Voor meer informatie over de Utrechtse werfkelders zie Werfkelder (Utrecht), voor Maastricht zie Bassin (Maastricht).